# Rhipidura albiscapa
El abanico gris (Rhipidura albiscapa) es una especie de ave paseriforme de la familia Rhipiduridae encontrada en Australasia. Anteriormente era considerado conespecífico con el abanico maorí (Rhipidura fuliginosa).

## Distribución
Se distribuye en Australia (excepto en las zonas desérticas occidentales), las islas Salomón, Vanuatu, las islas de la Lealtad y Nueva Caledonia.

## Subespecies
Se reconocen las siguientes subespecies:
- R. a. brenchleyi Sharpe, 1879 – en las islas San Cristóbal, Banks y Vanuatu;
- R. a. bulgeri Layard, EL, 1877 – en Nueva Caledonia y Lifou;
- R. a. keasti Ford, 1981 – en el noreste de Australia;
- R. a. pelzelni Gray, GR, 1862 – en la isla Norfolk;
- R. a. alisteri Mathews, 1911 – en el centro este, sureste y centro sur de Australia;
- R. a. albiscapa Gould, 1840 – en Tasmania y las islas del estrecho de Bass;
- R. a. preissi Cabanis, 1850 – en el suroeste de Australia;
- R. a. albicauda North, 1895 – en el centro oeste y zona central de Australia.